# Polyrhachis glabrinota
Polyrhachis glabrinota é uma espécie de formiga do gênero Polyrhachis, pertencente à subfamília Formicinae.